# Anno 2205
Anno 2205 ist ein Aufbau-Strategiespiel und der sechste Teil der Anno-Reihe. Das Spiel wurde von dem deutschen Studio Blue Byte Mainz (ehemals Related Designs) entwickelt und vom französischen Konzern Ubisoft veröffentlicht. Es wurde auf der Spielemesse E3 2015 angekündigt und erschien am 3. November 2015.
Anno 2205 spielt ebenfalls wie der vorherige Teil Anno 2070 in der Zukunft. Neuerungen sind unter anderem die Möglichkeit, den Mond zu besiedeln sowie die neue hauseigene Spiel-Engine, welche größere Spielwelten ermöglicht. Des Weiteren ist Anno 2205 offline spielbar, Uplay dient als Kopierschutz.

## Unterschiede zu den Vorgängern
Im Vergleich zu den Vorgängerteilen sind die Karten in Anno 2205 bis zu fünfmal größer. Zusätzlich verbindet ein neues System aus mehreren Sektoren die bisher separaten Inselwelten zu einer großen, persistenten Spielwelt. Während Waren zwischen Inseln erstmals durch Brücken ausgetauscht werden können, sind zum Warenaustausch zwischen den neuen Sektoren eigene Handelsrouten nötig. Ebenso erstmals in der Anno-Reihe wurden Module eingeführt, mit denen Produktionsgebäude verbessert werden können.
Kämpfe finden hier nur noch in bestimmten Zonen, der Arktis oder der gemäßigten Zone, statt. NPCs können erstmals keine Inseln mehr angreifen und besetzen, expandieren also nicht mehr. Lediglich zu Beginn des Spiels können „Militärische Invasionen“ eingeschaltet werden, was das Freikämpfen von belagerten Sektoren mittels Schiffen ermöglicht. Durch die geringe Bedeutung von Kämpfen und durch die weniger relevanten Handelsrouten haben Schiffe eine wesentlich geringere Bedeutung. Dementsprechend wurden auch die aus den Vorgängern bekannten Items abgeschafft und Hafengebäude sind kaum mehr zu finden. Die Spielkarten sind von Beginn des Spiels an komplett sichtbar.
Die in den Vorgängern separate Kampagne wurde in den bereits bekannten Endlosspielmodus mit größeren Quests integriert. Dabei werden Spielstände nicht mehr manuell gesichert, sondern bei jedem Wechsel des Unternehmens oder Sektors automatisch. Die Onlinefeatures „Weltmarkt“ und „Konferenz“ wurden neu eingeführt und können optional genutzt werden.
Ausgebaut wurde die Auswahl der Kameraeinstellungen, welche jetzt gescriptete „Rundflüge“ bietet. Zusätzlich wurde ein Tag-Nacht-Zyklus eingeführt.

## Entwicklung und Veröffentlichung
Zur Ankündigung des Spiels wurde den Vorbestellern ein Closed-Beta-Key angeboten, welcher zur Eröffnung der Closed-Beta freigegeben werden würde. Im August wurde die Closed-Beta jedoch abgesagt, da man die Ressourcen für die Fertigstellung des Spiels aufwenden wolle. Vorbesteller erhielten daher für das fertige Spiel ein Kommandoschiff und ein exklusives Corporation-Emblem. Wie mit der Veröffentlichung des DLC „Frontiers“ bekannt wurde, ist die Entwicklung des Spiels beendet worden, daraus resultierend werden keine Fehlerbehebungen oder Erweiterungen mehr erscheinen.

### Erweiterungen
Für Anno 2205 erschien am 29. Februar 2016 eine Erweiterung unter dem Titel Tundra. Am 20. Juli 2016 erschien die Erweiterung Orbit. Schließlich erschien am 4. Oktober 2016 das letzte DLC namens Frontiers.
Mit dem Update v1.6 hielt auch das Big Five Pack Einzug mit neuen Aspekten, wie der Börse und Industrie-Spionage. Darüber hinaus gibt es nun auch Katastrophen, welche auf einzelne Sektoren wirken.
Die Anno 2205 Königsedition vereint alle bisher erschienenen Erweiterungen.

## Rezeption
GameStar lobte den Neuanfang, die Größe der Spielwelt und dessen Zentrierung auf den Aufbaupart, kritisierte jedoch die erzählerisch und spielerisch schwache Kampagne sowie den langweiligen Militärteil. PC Games hob die opulente Grafik-Engine hervor und attestierte trotz Vereinfachung im Gameplay noch genügend Komplexität, um die Spieler zu fesseln. Bemängelt wurde der repetitive Militärpart und die fehlende Savegame Funktion.

## Nachfolger
Am 22. August 2017 kündigte Ubisoft mit Anno 1800 den Nachfolger von Anno 2205 an, dieser ist am 16. April 2019 erschienen.